# Salir del clóset (película)
Salir del clóset es una película documental peruana de 2022 escrita y dirigida por Alberto Castro. Presenta las historias y testimonios de diez hombres homosexuales peruanos y las dificultades que enfrentaron para asumir libremente su orientación sexual, tanto públicamente como para sí mismos. 

## Sinopsis
Diez hombres homosexuales peruanos narran sus experiencias tras descubrir su orientación sexual. El documental muestra las dificultades que atraviesan debido a la homofobia institucionalizada en el Perú. También plantea diversas cuestiones que invitan a reflexionar sobre la necesidad de tolerancia y el respeto a la diversidad. 

## Reparto
El reparto está compuesto por:
- Bruno García-Calderón
- Josué Parodi
- Paco Flores
- Marcelo Cicalá
- Gino Lorenzo
- Joaco Ahumada
- Eduardo Villanueva
- Lucho Mora
- Iván Pérez
- Omar Olivos

## Estreno
La película se estrenó en la Semana de Cine de la Universidad de Lima 2022.  Después de ganar el Concurso Nacional de Distribución y Circulación de Obras 2022 del Ministerio de Cultura,  su estreno estuvo previsto para el 28 de enero de 2023 en salas peruanas,  pero esta fecha se adelantó al 17 del mismo mes, para salas peruanas de la cadena Cineplanet. 

## Recepción de la crítica
El crítico Carlos Esquives refiere que este documental parte de la autocrítica del director removido por el comentario de su expareja, el cual removió sus estamentos, sin sentimiento de culpa sino de conciencia. Además, Esquives destaca que no se cuestionó los procesos y salidas del clóset de los diez entrevistados. 
Nilton Arana Torres comentó que el documental va más allá de mostrar a los diez hombres como víctimas de la sociedad y busca visualizar la diversidad de experiencias con un diálogo natural, carismático y sincero que casi rompe la cuarta pared. No obstante, resalta que la selección de historias de la capital de Perú invisibiliza otras realidades en donde la homofobia está más impregnada.